# Giovanni I Sanclemente
Giovanni di Sanclemente, noto anche come Juan de Santcliment (Barcellona, c. 1420 – Trapani, c. 1485), è stato un nobile, militare e politico spagnolo naturalizzato italiano.
Fu il capostipite del ramo trapanese della famiglia Sanclemente. Prima di trasferirsi in Sicilia servì la Corona d'Aragona come politico e militare, fu conseller tercer di Barcellona e comandò parte della flotta catalana durante il blocco navale di Genova del 1457-1458. Giunto in Sicilia governò Trapani e Salemi come capitano giustiziere. A lui si deve la costruzione della tonnara di Scopello. 

## Biografia

### Origini familiari e carriera
Nacque a Barcellona intorno al 1420, cadetto della famiglia Santcliment, uno dei casati più cospicui del patriziato cittadino. Imparentato con Guillem de Santcliment, che sarà governatore e capitano generale di Minorca dal 1487, e quindi col figlio di questi Frederic de Santcliment, luogotenente generale di Maiorca.
Si segnalò per singolare valore al servizio della monarchia, fu regio consiliario e regio cavaliere. Era con Alfonso V d'Aragona quando il sovrano aragonese conquistò il Regno di Napoli nel 1442 e rimase al servizio della Corona d'Aragona negli anni successivi quando proseguì la guerra contro la Repubblica di Genova.
Nel 1447 Alfonso il Magnanimo lo nominò capitano giustiziere di Sciacca.
Nel 1457, quando si riaccese la guerra con i genovesi del doge Fregoso, il re ordinò l'armamento di venti galee sotto il comando di Bernat de Vilamarí, suo ammiraglio, che quell'anno compì una serie di incursioni lungo le coste liguri. A questa armata si aggiunsero poi, tra le altre, le navi del Sanclemente, capitano molto abile ed esperto, che in quell'anno era conseller tercer di Barcellona, e stava attraversando le acque della Corsica. Con tutte queste forze, che ammontavano a sessanta navi armate, l'ammiraglio Vilamarí ottenne la resa della città di Noli e del forte di Recco, e infine bloccò la stessa capitale della Repubblica.
La moglie Bartolomea Mannina e Naso gli portò in dote la tonnara di Scopello. Il Sanclemente, impiegandovi parte del suo patrimonio, volendola rendere più efficiente, ne ottenne concessione perpetua con la facoltà di ampliarla da parte di Lope III Ximénez de Urrea y de Bardaixi, viceré di Sicilia, con privilegio del 28 marzo 1468. Solo a partire da questa data si può parlare di una tonnara vera e propria.
Negli anni 1459-1460, 1466-1467 fu capitano di giustizia di Trapani.

### Legame con la comunità ebraica di Trapani
Strinse fin da subito un forte legame con la comunità ebraica di Trapani, vincolo che nei decenni successivi si rafforzerà e assicurerà alla famiglia Sanclemente il sostegno degli ebrei trapanesi durante la guerra civile del 1516. 
Il 26 gennaio 1456 pagò al tesoriere del tribunale di Trapani 20 once a nome di alcuni ebrei accusati di aver acquistato merce rubata, i quali promisero di rimborsarlo. L'accusa venne ritirata.
Il 9 novembre 1458, Elia Cavaylo, ebreo di Trapani, cedette a due altri membri della comunità ebraica cittadina, un terzo della decima della tonnara di Bonagia. Elia, agendo anche per gli altri due, aveva acquistato due terzi della decima dell'anno in corso per 18 once dal Sanclemente..
Il 17 giugno 1461 il viceré Lope III Ximénez de Urrea y de Bardaixi gli inviò una lettera con la quale gli ordinava di arrestare Antonio Guillelmo Imbarbara, Andrea Scurtu e i loro compagni, di cui si avevano notizie nei pressi di Marsala, accusati di aver insultato e aggredito varie persone, tra cui alcuni ebrei. 
Nel 1465 stipulò una serie di contratti con membri della comunità ebraica trapanese e venne sempre rappresentato da Elia Cavaylo, ebreo, non essendoci il commercium (o ius commercii) tra cristiani e giudei.

### Ultimi anni e morte
Negli anni 1470-1472 ricoprì la carica di capitano di giustizia a Salemi, e nel biennio 1477-1478 tornò ad occupare la medesima carica a Trapani.
Fino al 1484 fu castellano del castello di Alcamo per conto di Fadrique Enríquez de Velasco e Anna Cabrera Ximénez. Nel suo testamento espresse la volontà di essere seppellito nella Chiesa di Santa Maria di Gesù di Alcamo, disponendo legati per la sua costruzione.

## Matrimonio e figli
Sposò Bartolomea Mannina e Naso, figlia di Simone, regio consiliario, e di Costanza Naso e Sieri Pepoli, che gli apportò il territorio di Inici e la tonnara di Scopello. I Mannina, di Monte San Giuliano, erano imparentati e discendevano dalla famiglia Chiaramonte. La coppia ebbe numerosi figli:
- Simone, barone di Inici, sposò in prime nozze Diana Ponte, in seconde nozze Francesca Sieri Pepoli.

- Benvenuta, sposò Giovanni Di Vincenzo.

- Giuseppina, sposò Nicolò Di Ferro.

- Giovanna, sposò Giovanni Crapanzano.

- Cecilia, sposò Guglielmo Naso.

- Disiata, sposò Japo Di Ferro.

- Luigia, sposò Giovanni Scalense.

- Giovannina, sposò Antonio Bandino

- Costanza, sposò Pietro Cavaleri.